# Dziwuszka purpurowa
Dziwuszka purpurowa, dziwonia purpurowa (Haemorhous purpureus) – gatunek małego ptaka z rodziny łuszczakowatych (Fringillidae).

## Systematyka
Wyróżniono dwa podgatunki H. purpureus:
- dziwuszka purpurowa (H. purpureus purpureus) – południowo-środkowa i południowo-wschodnia Kanada, północno-wschodnie USA.
- dziwuszka różowa (H. purpureus californicus) – południowo-zachodnia Kanada, zachodnie USA.

## Morfologia
Długość ciała 13,5–14,5 cm; masa ciała 17,5–28,4 g.
U samca głowa, gardło, pierś oraz grzbiet malinowoczerwone z ciemnymi policzkami i kreskami na grzbiecie; brzuch biały, w czerwono-brązowe kreski. Samica z wierzchu szarobrązowo kreskowana, z wyraźną białą brwią i plamą policzkową; spód ciała biały, w brązowe kreski. U obu płci wcięty ogon. Młode podobne bardziej do samicy, bardziej płowe.

## Zasięg, środowisko
Lasy iglaste i mieszane północno-zachodniej, środkowej i północno-wschodniej Ameryki Północnej; także na zachodnim wybrzeżu po Kalifornię na południu. Zimę spędza na południe od środkowej i środkowo-wschodniej Ameryki Północnej, także na środkowym i południowym zachodzie Ameryki Północnej (na południu po skrajnie północno-zachodni Meksyk).

## Status
IUCN uznaje dziwuszkę purpurową za gatunek najmniejszej troski (LC, Least Concern) nieprzerwanie od 1988 (stan w 2020). Według szacunków organizacji Partners in Flight, liczebność populacji lęgowej wynosi około 6,4 miliona dorosłych osobników.